# Thomasomys laniger
Thomasomys laniger és una espècie de mamífer rosegador de la família dels cricètids. Viu a altituds d'entre 1.500 i 3.800 msnm a Colòmbia i Veneçuela. Es tracta d'un animal nocturn i omnívor. Els seus hàbitats naturals són les selves nebuloses, els boscos secundaris i els matollars. És una espècie en risc mínim, és a dir, no sembla que hi hagi cap amenaça significativa per a la seva supervivència.